# کی اوشیما
کی اوشیما (به ژاپنی: 紀伊大島 Kii Ōshima)، جزیره‌ای مسکونی است که در نوک جنوبی شبه‌جزیره کی و جنوبی‌ترین نقطه هونشو، ژاپن واقع شده است.